# Le Déclic
Pour les articles homonymes, voir Le Déclic (homonymie).

Le Déclic est une série de bande dessinée érotique en noir et blanc, écrite et dessinée par Milo Manara. Comportant quatre tomes, elle a été publiée à partir de 1984 par Albin Michel.
Une version en couleurs et non censurée du premier tome a également été publiée par la suite, comprenant les six pages retirées de la première édition française. L’ensemble de la série a été réédité par les éditions Drugstore en version colorisée.

## Synopsis
Tome 1Claudia Cristiani est une bourgeoise coincée mais très belle. Mariée à Aléardo Cristiani, un riche avocat adipeux, la jeune femme se montre frigide et réservée, jusqu'au jour où l'étrange docteur Fez la fait enlever pour lui implanter, dans le cerveau, une puce reliée à un émetteur capable de libérer toute son intensité sexuelle (d'où le titre). Au fil de ses mésaventures, Claudia se retrouve dans des situations plus que gênantes sous l'influence de la diabolique machine.
Tome 2Devenue présentatrice d'une émission écologique, la prude Claudia Cristiani redevient le jouet d'un étrange jeune homme, Faust, sous l'influence de la diabolique télécommande. Bien décidé à se servir de la machine, Faust oblige la frigide dame à se comporter de manière débauchée.
Tome 3Partie faire un reportage en Amazonie, la belle Claudia fait la connaissance de Culorva, un homme immonde. Elle découvre une étrange secte dont le gourou croit qu'il peut entrer en contact avec les extra-terrestres par le biais de l'énergie sexuelle de ses adeptes. Comble de malchance, Faust vend la machine perverse au dévot bien décidé à faire de la prude bourgeoise son vecteur principal de communication.
Tome 4Le mari de Claudia Cristiani, l'avocat Cristiani, défend la société Globalchimie, laquelle est responsable de la perte de la vue chez de nombreuses personnes. Au nombre des victimes figure un scientifique renommé, le professeur Boralevi. La nièce de celui-ci, Angelina, est décidée à se venger de Maître Cristiani. Elle va alors faire fort opportunément la connaissance du mystérieux docteur Fez qui va lui fournir la fameuse boîte capable de contrôler les pulsions sexuelles de la signora Cristiani.

## Publication

### Albums
- tome 1 : Une femme sous influence (1984)
- tome 2 (1991)
- tome 3 (1994)
- tome 4 (2001)

### Éditeurs
- Albin Michel : tomes 1 à 4 (première édition des tomes 1 à 4)
- Drugstore : tomes 1 à 4

## Adaptations
Un film pour le cinéma a été réalisé en 1985 d’après cette bande dessinée. Le Déclic, sorti en France en 1985, est réalisé par Jean-Louis Richard, avec Florence Guérin et Jean-Pierre Kalfon dans les rôles principaux.
Une série américaine réalisée par Rolfe Kanefsky a vu le jour en 2001 ; intitulée The Click en version originale, elle met en vedette John Lazar dans le rôle du docteur Fez et Gabriella Hall ainsi que Jacqueline Lovell dans des rôles récurrents. Cette série a aussi l'avantage de présenter des scènes érotiques en 3-D rotative à effet Pulfrich (il suffit d'avoir des lunettes avec un verre transparent clair œil gauche et un verre transparent foncé œil droit pour observer l’effet de relief). 
Elle se compose de sept épisodes de 1h30 chacun : Corps sublimes, Jeux d’influences, À la recherche du click perdu, L’Espion qui me voulait, Pulsions dévoilées, Pour l’amour du click, Le Déclic des sens.
Toutes ces adaptations sont produites par Alain Siritzky.